# William Burke, VII conte di Clanricarde
Lord William Burke, VII conte di Clanricarde (Ballinasloe, 7 dicembre 1637 – Ahascragh, 18 maggio 1687), è stato un militare irlandese.
Figlio di Lord Richard Burke, VI conte di Clanricarde, servì suo cugino Lord Ulick Burke, I marchese di Clanricarde, nelle guerre confederate irlandesi; fu Intendente di Galway nel 1680 e Governatore d'Irlanda fino al 1687.
Sposò prima Lady Lettice Shirley, nipote del conte di Essex, poi Lady Helen, figlia di Lord Donough MacCarty, I conte di Clancarty.

## Discendenza
- Da Lettice Shirley:
  - Richard Burke, VIII conte di Clanricarde († 1702)
  - Thomas Burke
  - John Burke, XI conte di Clanricarde (1642 - 1722)
- Da Helen MacCarty:
  - Lady Margaret Burke († 1744)
  - Ulick Burke, I visconte Galway († 1691)
  - William Burke
  - Lady Honora Burke (1674 - 1698)